# استديو بونوك
ستديو بونوك (بالإنجليزية: Studio Ponoc)‏ (باليابانية: 株式会社スタジオポノッ) ستديو أنيمي ياباني يقع مقره في مدينة موساشينو، طوكيو. أسس الاستديو يوشياكي نيشيمورا في 15 نيسان 2015. أول أفلام الاستوديو هو ماري وزهرة الساحرة سيصدر في 2017.

## أعماله

### أفلام
- ماري وزهرة الساحرة (2017، إخراج:هيروماسا يونيبايشي)
- أبطال بسطاء (2018، إخراج:هيروماسا يونيبايشي، يوشيوكي موموسي، أكيهيكو ياماشيتا)

## روابط خارجية
- ستديو بونوك على موقع IMDb (الإنجليزية)